# بخش وایتوک (شهرستان هایلند، اوهایو)
بخش وایتوک (به انگلیسی: Whiteoak Township) یک منطقهٔ مسکونی در ایالات متحده آمریکا است که در شهرستان هایلند، اوهایو واقع شده‌است.
 بخش وایتوک ۷۸٫۴۸ کیلومتر مربع مساحت و ۱٬۳۷۱ نفر جمعیت دارد و ۲۹۲ متر بالاتر از سطح دریا واقع شده‌است.